# 诺恩施泰因城堡

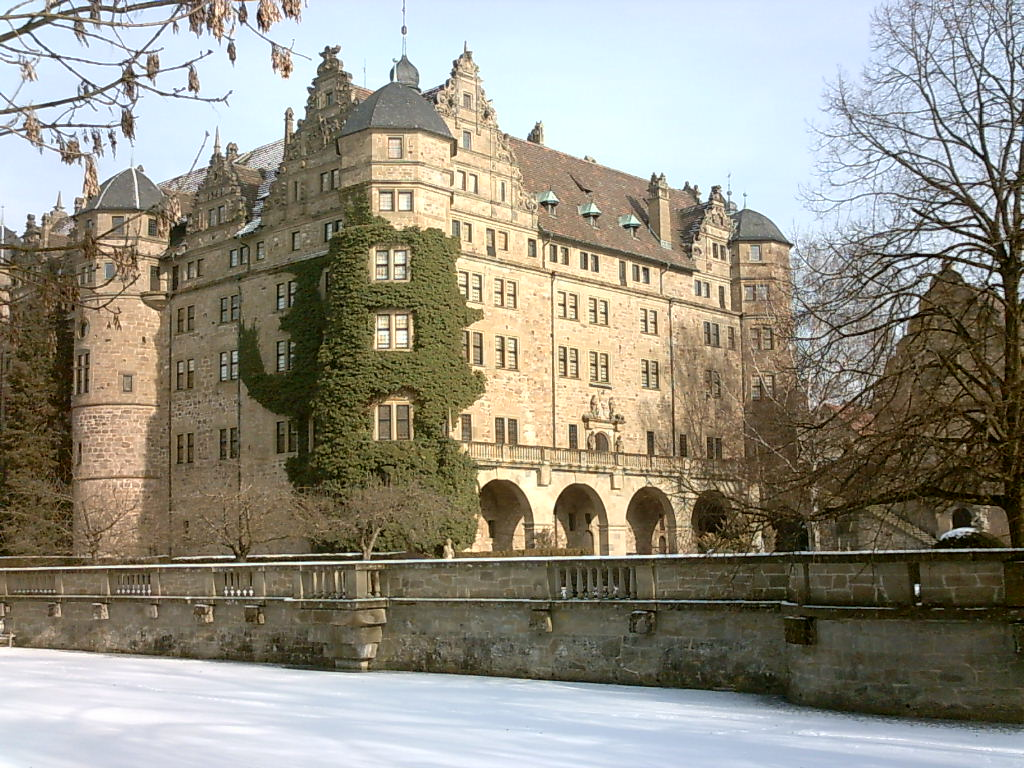

诺恩施泰因城堡是一座始建于1200年，具有文艺复兴建筑风格的城堡，位于巴登-符腾堡州诺恩施泰因市中心，属于霍恩洛厄家族。
城堡博物馆包括国王大厅、皇家金库和距今500多年保存完好的中世纪晚期的城堡厨房。